# Jeffrey
Jeffrey is een van oorsprong Engelse jongensnaam afgeleid van "Geoffrey", wat weer is afgeleid van "Godfrey" (Godfried) , het betekent: Godsvrede, hij die onder de vrede, bescherming van God leeft.
De naam is vooral populair in Engeland, Nederland en de Verenigde Staten.